# Totor (film camerounais)
Pour les articles homonymes, voir Totor (homonymie).
Totor est un film du réalisateur camerounais Daniel Kamwa sortie en 1994.

## Synopsis
Par une nuit de pleine lune, on frappe de grands coups répétés sur la porte d'une vieille case... Puis soudain, c'est une violente altercation entre un homme et une femme, suivie d'un brusque incendie... et la modeste case est réduite en cendres malgré les efforts désespérés des quelques rares voisins. Un fragile gamin de 9 ans, nommé Mentse, réussit cependant à échapper au drame du feu. Mais il est pourchassés par l'homme qui se prétend son père !... Et, happé dans une sorte de nuit du chasseur dans une jungle inhospitalière, l'enfant réussira malgré tout à se sortir des dangers de la forêt et des griffes de son poursuivant. Blessé, il est recueilli par des pygmées qui le soignent et l'enrouent de tendresse. Et c'est parmi ces attachants habitants de la forêt que Mentse aura l'occasion de passer le rite de la circoncision... Il y découvrira aussi l'affection et l'amitié en la personne de Ngâ'nsi, une jeune et belle fille aux yeux qui voient plus loin que son regard... Un peu plus tard, ayant quitté le campement des pygmées, il déambule solitaire et affamé dans la brousse... Et un jour sur une plage il assiste, émerveillé, à la naissance d'une tortue qu'il adopte et à qui il donne le nom de Totor

## Fiche technique
- Réalisateur : Daniel Kamwa
- Image : Henri Czap
- Son : Marguette Salla, J.P. Houel
- Année : 1993[4]
- Catégorie : Long métrage[4]
- Genre : Drame
- Durée : 107 minutes[5]
- Musique originale : Guy Boulanger
- Production : DK7 Communications, T.A.M.O. (Trans Africa Media Organization)
- Pays : Cameroun

## Distribution
- Marcel Bokalli
- Mapeta Bolitchitchi
- Marthe Bouambo
- Jean Djamani
- Edna Gaylord
- Daniel Kamwa
- Marie Kedi
- Aloys Mahouwa
- Helianne Manzouer
- Julia Mensah
- Louise Moungui
- Henriette Nyamba
- Claude Santonga